# オムファロサウルス科
オムファロサウルス科（学名:Omphalosauridae）は前期三畳紀から中期三畳紀にかけてヨーロッパ、北米、アジアに生息した爬虫類の科。球状あるいは半球状の歯冠を持つ海洋生の爬虫類で、魚竜類またはそれに近縁なグループであるとされる。